# BMHD Braaker Mühle Handels- und Dienstleistungsgesellschaft
Die BMHD Braaker Mühle Handels- und Dienstleistungsgesellschaft mbH ist ein öffentliches Eisenbahninfrastrukturunternehmen. Als EIU betreibt es die Bahnstrecke Hamburg-Billstedt–Glinde von Kilometer 4,798 bis zum Gleisabschluss in Kilometer 12,370. Mit der Betriebsführung hat es die AKN Eisenbahn beauftragt.